# Gigantoscorpionidae
Famille
Les Gigantoscorpionidae sont une famille fossile de scorpions.

## Répartition
Les espèces de cette famille ont été découvertes au Royaume-Uni et au Canada. Elles datent du Carbonifère et du Dévonien.

## Liste des genres
Selon World Spider Catalog 20.5 :
- † Gigantoscorpio Størmer, 1963
- † Petaloscorpio Kjellesvig-Waering, 1986

## Publication originale
- (en) Kjellesvig-Waering, « A restudy of the fossil Scorpionida of the World », Palaeontographica Americana, 1986, vol. 55, p. 5-287.